# Donald F. Lach
Donald Frederick Lach (Pittsburgh, 24 de setembro de 1917 — Chicago, 26 de outubro de 2000) foi um historiador americano e professor no Departamento de História da Universidade de Chicago. Ele era uma autoridade sobre a influência asiática na civilização europeia durante os séculos XVI a XVIII.

## Infância e educação
Lach nasceu em 1917 em Pittsburgh, filho de pais descendentes de alemães. Ele morava em Carrick e tinha uma irmã, Elizabeth, nove anos mais nova. A família mudou-se de Pittsburgh para Morgantown WV quando seu pai se tornou contador e conseguiu um emprego na indústria de vidros finos. Depois de concluir o ensino fundamental em escolas públicas, ele recebeu um bacharelado da Universidade da Virgínia Ocidental em 1937 e um doutorado em História pela Universidade de Chicago em 1941.[carece de fontes?]

## Carreira
Lach iniciou sua carreira de professor no Elmira College (1941-1948), depois retornou à Universidade de Chicago, onde permaneceu ao longo de sua carreira. Ele recebeu uma bolsa de estudos do Programa Fulbright para estudar na França (1949-1950) e uma bolsa de pesquisa em ciências sociais para continuar sua pesquisa na Europa (1952-1953). Ele voltou a Paris por vários meses em 1956. Ele foi co-autor de dois livros no início dos anos 1950: Modern Far Eastern International Relations (com Harley Farnsworth MacNair, professor da Universidade de Chicago) (1950) e Europe and the Modern World (publicado em dois volumes, 1951 e 1954; com Louis Gottschalk, professor da Universidade de Chicago). Em 1957, Lach publicou uma tradução, com comentários, do prefácio de Novissima Sinica, de Gottfried Wilhelm Leibniz.
Lach lecionou em Taiwan (1955-1956) na Universidade Nacional de Chengchi e na Universidade Nacional de Taiwan. Entre 1967 e 1968, lecionou na Universidade de Deli, na Índia. Em 1965, ele foi co-editor do livro Asia on the Eve of Europe's Expansion, com Carol Flaumenhaft. Também em 1965, a University of Chicago Press publicou o primeiro volume de sua magnum opus, Asia in the Making of Europe – A Century of Discovery, pelo qual recebeu o prêmio Gordon J. Laing de 1967.[carece de fontes?]
Em 1969, Lach foi nomeado o primeiro professor de história de Bernadotte E. Schmitt na Universidade de Chicago. No ano seguinte, o primeiro livro do segundo volume da Asia in the making of Europe foi publicado como parte de uma série contínua da University of Chicago Press. Livros dois e três, do Volume II, com o subtítulo "A Century of Advance", seguidos em 1977.
Lach foi o pesquisador principal e autor das três séries de volumes com o título conjunto Asia in the Making of Europe, sobre intercâmbios europeus com a Ásia nos séculos XVI e XVII. Um artigo de 1994 no Commentary descreveu a série como "uma obra-prima da bolsa de estudos".[carece de fontes?] Lach foi o autor único do primeiro volume (The Century of Discovery) e do segundo volume publicado em três livros (A Century of Wonder, 1970, 1977, 1977). O terceiro volume também foi publicado em três livros (A Century of Advance); foi co-escrito com um colega e ex-aluno, Edwin J. Van Kley.
Lach tinha um interesse contínuo na cultura e na história alemãs e desenvolveu um interesse secundário na situação política no leste da Ásia em meados do século XX. Em 1975, foi lançado o estudo de Lach e Edmund S. Wehrle, International Politics in East Asia since World War II.
Lach foi eleito membro da Academia Americana de Artes e Ciências em 1984. Aposentou-se do ensino em 1988, mas continuou pesquisando e escrevendo o Volume 3 da Ásia in the Making of Europe.

## Vida pessoal
Em 1939, Lach casou-se com Alma Elizabeth Satorius, que se tornou chef e autora de livros de culinária. Eles tiveram um filho, uma filha, Sandra Lach Arlinghaus. Após sua aposentadoria, Lach e sua esposa continuaram morando em Chicago. Ele morreu em um hospital de Chicago em 2000.
Em 2001, seus colegas, amigos, ex-alunos e família fundaram o Fundo do Livro Memorial Donald F. Lach na Biblioteca da Universidade de Chicago.

## Obras
- (com Harley F. MacNair) Modern Far Eastern International Relations. Nova Iorque et al.: Van Nostrand, 1951.
- The Preface to Leibniz’ Novissima Sinica. Commentary, Translation, Text. Honolulu: University of Hawaii Press, 1957.
- Asia in the Making of Europe.
  - volume 1: The Century of Discovery.
    - Livro 1: Chicago/Londres: University of Chicago Press, 1965; ISBN 0-226-46731-7.
    - Livro 2: Chicago/Londres: University of Chicago Press, 1965; ISBN 0-226-46732-5.

  - volume 2: A Century of Wonder.
    - Livro 1: The Visual Arts. Chicago/Londres: University of Chicago Press, 1970; ISBN 0-226-46730-9.
    - Livro 2: The Literary Arts. Chicago/Londres: University of Chicago Press, 1977; ISBN 0-226-46733-3.
    - Livro 3: The Scholarly Disciplines. Chicago/Londres: University of Chicago Press, 1977; ISBN 0-226-46734-1.

  - volume 3: A Century of Advance.
    - Livro 1: Trade, Missions, Literature. Chicago/Londres: University of Chicago Press, 1993; ISBN 0226467570.
    - Livro 2: South Asia. Chicago/Londres: University of Chicago Press, 1993; ISBN 0226467570.
    - Livro 3: Southeast Asia. Chicago/Londres: University of Chicago Press, 1993; ISBN 0226467570.
    - Livro 4: East Asia. Chicago/Londres: University of Chicago Press, 1993; ISBN 0226467570.
- (com Edmund S. Wehrle) International Politics in East Asia since World War II. Nova Iorque: Praeger, 1975; ISBN 0275054209.
- Southeast Asia in the Eyes of Europe. The Sixteenth Century. Chicago: University of Chicago Press, 1991; ISBN 0943056144.